# Фисуд
Фисуд (Fisud) — король тюрингов (1-я треть VI в.). Известен только как отец Раникунды, первой жены короля лангобардов Вахо. О том, в каких родственных связях Фисуд состоял с другими королями тюрингов этого периода (Бизином и Герменефредом) — неизвестно.